# Road Town
Road Town je hlavní město Britských Panenských ostrovů, zámořského území Spojeného království. Nachází se na ostrově Tortola, největším z ostrovů Britských Panenských ostrovů. Počet obyvatel je 8 600 (k roku 2006). Město má půdorys podkovy a rozléhá se okolo přístavu Road Harbour.